# See the Morning
See the Morning è il settimo album di Chris Tomlin (il quarto da solista) ed è stato pubblicato il 26 settembre 2006.

## Le Canzoni
1. How Can I Keep From Singing - 4:19
2. Made to Worship - 3:44
3. Let God Arise - 4:38
4. Everlasting God - 4:25
5. Glory In The Highest - 4:15
6. Awesome Is The Lord Most High - 3:42
7. Glorious - 4:04
8. Uncreated One - 4:48
9. Rejoice - 3:38
10. Let Your Mercy Rain - 4:41
11. Amazing Grace - 8:32[1]